# プラタイアの戦い
プラタイアの戦い（プラタイアのたたかい、プラタイアイの戦いとも、英：Battle of Plataea）は、クセルクセス1世の遠征後の紀元前479年8月、ペルシア残存勢力とペルシア側についたギリシアの諸ポリスに対して、スパルタ、コリントス、アテナイなどのギリシア連合軍が出撃し、これを撃退した戦いである。右翼についたスパルタ軍だけで大半のペルシア兵を討ち取り、それが直接的な勝因に繋がった。

## 背景
サラミスの海戦によってペルシア軍は大損害を被ったが、まだ戦争を続行できるだけの戦力はあった。しかし、サラミスでの大敗に失望したクセルクセス1世は、将軍マルドニオス（Mardonios、ダレイオス1世の娘婿）に30万のペルシア陸軍の全指揮権を委ねて帰国してしまった。マルドニオスはその年は一旦テッサリア地方へと後退し、兵糧の収穫を終えると、翌年の紀元前479年に再びギリシア征服を開始した。アテナイは再びサラミスに疎開し、ペルシア軍はアッティカに進軍してこの地を征服した。アテナイはギリシア各地に救援を要請し、ペルシアとの陸上決戦を呼び掛けた。
無論、スパルタもアテナイからの救援要請を受けていたが、当時スパルタの指揮権を握っていた王族パウサニアスはアテナイに向けて援軍を送るか迷っていた。スパルタ国内の膨大な奴隷たちがペルシア戦争に乗じて不穏な気配を漂わせていたため、遠征中の奴隷反乱を恐れたのである。パウサニアスは神託を伺い、神々にその決定を委ねることにした。その時の神託は「レオニダスの仇を討て」というものであった。これを聞いたパウサニアスは援軍を送ることを決意し、指揮下のスパルタ軍と共にアテナイの援護へと向かった。
ペルシア将軍マルドニオスは、マケドニアのアレクサンドロス1世を通じて、避難しているアテナイ人に対して和平交渉を申し入れたが、拒否された。ギリシア連合軍は当初アッティカ地方のトリヤ平原で決戦を行う予定だったが、ペルシア軍はアテナイを破壊するとテーバイのあるボイオティア地方に後退したため、ギリシア連合軍はこれを追う形となった。パウサニアス指揮下のスパルタ軍はコリントス付近でペロポネソス半島の諸ポリスの軍を待ち、次いでエレウシスでアテナイ軍と合流した。ギリシア連合軍はここから北上し、ペルシア軍の騎兵を警戒してキタイロン山麓に布陣し、ペルシア軍に対峙した。

## 両軍の戦力

### ギリシア連合軍

#### 重装歩兵
| スパルタ軍:                 | 10,000名 |
| アテナイ軍:                 | 8,000名  |
| コリントス軍:               | 5,000名  |
| メガラ軍:                   | 3,000名  |
| シキュオン軍:               | 3,000名  |
| テゲア軍:                   | 1,500名  |
| トロイゼン軍:               | 1,000名  |
| プレイウス軍:               | 1,000名  |
| エピダウロス軍:             | 800名    |
| レウカス・アナクトリオン軍: | 800名    |
| プラタイア軍:               | 600名    |
| エレトリア・ステュラ軍:     | 600名    |
| オルコメノス軍:             | 600名    |
| アンブラキア軍:             | 500名    |
| カルキス軍:                 | 400名    |
| ミケーネ・ティリュンス軍:   | 400名    |
| ポテイダイア軍:             | 300名    |
| ヘルミオネ軍:               | 300名    |
| レプレオン軍:               | 200名    |
| パレ軍:                     | 200名    |
| 合計                        | 38,700名 |

#### 軽装歩兵
| スパルタ軍:     | 35,000名 |
| ギリシア連合軍: | 34,500名 |
| テスピアイ軍:   | 1,800名  |
| 合計            | 71,300名 |

### ペルシア軍
| ペルシア人:   | 130,000名 |
| メディア人:   | 97,000名  |
| ギリシア傭兵: | 50,000名  |
| バクトリア人: | 37,000名  |
| サカイ人:     | 22,000名  |
| インド人:     | 14,000名  |
| 合計          | 350,000名 |

## 前哨戦
ギリシア連合軍がキタイロン山麓から動こうとしなかったため、マルドニオスは騎兵の展開できる平原まで彼らをおびき出そうと、挑発の意味も兼ねて騎兵部隊を送り込んだ。マルドニオスの命を受けたマシスティオス（Masistios）率いる騎兵部隊はペルシアの先遣隊としてギリシア軍に突撃し、損害を与えた。この攻撃に曝されたメガラ軍は救援を要請し、弓兵を伴ったアテナイの精鋭部隊が急行して、先ず司令官マシスティオスを討ち取った。ペルシア騎兵は彼の死体を回収すべく、ギリシア軍に向かって突撃を繰り返したが、ギリシアの増援によってこれを果たせず、マルドニオスの陣に撤退した。これによって戦意高揚したギリシア軍はプラタイアに降った。
両軍はそのまま10日間対峙したままだったが、11日目にマルドニオスが騎兵部隊に突撃を指示し、ギリシアの給水地であるガルガピアの泉を蹂躙し、水と補給路を脅かされたギリシア軍は、夜半のうちに後退を余儀なくされた。しかし、スパルタ軍は「夜の内に撤退することは逃亡と同じで不名誉なことだ」として後退を拒否し、結局スパルタが後退し始めたのは日が昇ってからであった。左翼にスパルタ軍の孤立を危惧したアテナイ軍とメガラ軍がまだプラタイアに布陣していたものの、中央の他ポリス軍は後退が完了してしまっており、戦場は右翼のスパルタとテゲア、左翼のアテナイとメガラだけとなっていた。
スパルタ軍の撤退を見たマルドニオスは敵が恐れて逃げ出したと錯覚し、全軍に追撃命令を下した。こうしてプラタイアの戦いの幕が切って落とされた。

## 戦いの経過

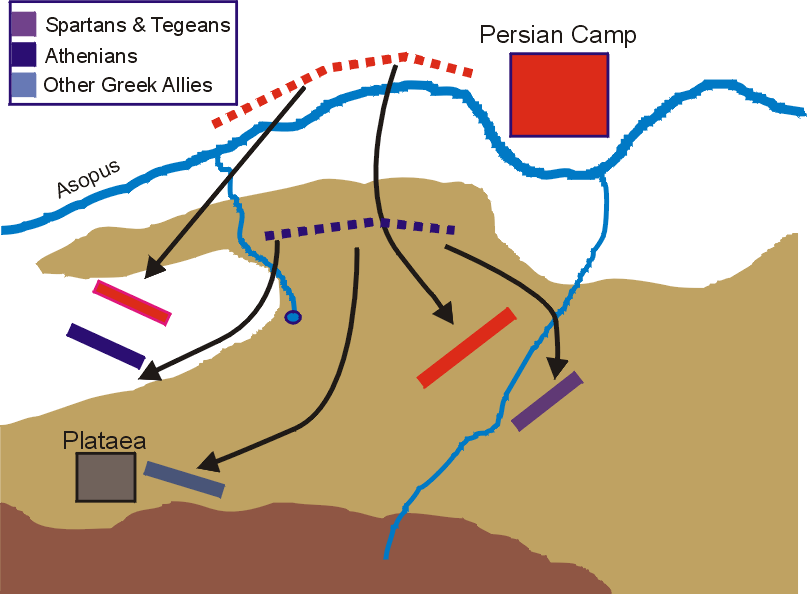
ペルシア全軍はスパルタ軍（右）に、ギリシア傭兵軍はアテナイ軍（左）に突撃した。

マルドニオスの主力部隊であるペルシア軍（ペルシア人、メディア人、そしてインドやバクトリアなどからなる外国人）が一斉にスパルタ軍に襲いかかった。しかし、マルドニオスの追撃命令は急であったため、戦列は乱れており、攻撃も散発的であった。ギリシア傭兵軍を除くペルシア全軍がスパルタ軍に矢玉を集中的に射かけていることを確認したパウサニアスは、すぐさま左翼のアテナイに応援の要請を出し、自身はこの戦いにおける吉凶を占った。一度目の占いでは凶と出たため、スパルタ軍に応戦するのを禁じ、再び吉凶を占った。スパルタ軍はこの間防戦一方であったが、敵の乱れた戦列のおかげで死傷者は数名程度に留まった。
一方、アテナイはスパルタの要請を聞き、ペルシア軍に包囲されつつあったスパルタ軍へと急行しようとした。しかし、敵右翼に配置されていたギリシア傭兵軍がアテナイ軍へと突撃し、アテナイ軍はギリシア傭兵軍と交戦せざるを得なくなり、スパルタへ応援に向かうことは不可能となった。
パウサニアスは二度目の占いで遂に吉を得ることができた。この瞬間にスパルタ全軍に攻撃命令を下し、それを聞いたスパルタ軍は瞬時に隊列を整えて雄叫びを上げた。今まで無抵抗だったスパルタ軍が一斉に隊列を組んで咆哮したことでペルシア軍は混乱し、浮き足だった。スパルタ軍は一転して猛攻撃し始め、装備と練度で劣るペルシア軍はまるで歯が立たず、スパルタ軍に蹂躙された。それでも遥かに数で勝るペルシア軍はその重圧でスパルタ軍を潰そうと休みなく押し寄せ、スパルタの長い槍を掴んではへし折って無力化しようとした。スパルタ軍は槍が折れたら短剣を引き抜いてペルシア軍に立ち向かった。戦闘は熾烈を極め、長きにわたったが、スパルタ軍は数の差をものともせずにペルシア軍を押し返した。マルドニオスは1,000名の親衛隊と共に戦場で指揮をとっていたが、スパルタ軽装歩兵の放った飛礫によって命を落とした。指揮官を失ったペルシア軍はますます劣勢となり、遂には敗走した。
後退した諸ポリス連合軍は戦争に参加すらせず、アテナイは依然としてギリシア傭兵部隊に足止めされていた。結果として、30万と伝えられるペルシア全軍を、それに比べれば遥かに少数のスパルタ軍だけで打ち破るという凄まじい会戦となった。また、ペルシア将軍を討ち取ることによって、神託で告げられたレオニダスの復讐は果たされた。
敗走したペルシア軍は後方に築いていた野営地に逃げ込み、そこで籠城戦をすることになった。この野営地には城壁が設けられており、攻囲戦を得意としないスパルタ軍は苦戦していた。そこに、ギリシア傭兵部隊を下してアテナイ軍が合流し、不屈の精神で城壁を乗り越えて突入した。これを糸口にしてスパルタ軍も雪崩れ込み、ペルシアの野営地を攻略することに成功した。生き残った僅かなペルシア兵はテーバイへと逃げ込んだ。

## 戦いの影響
プラタイアの戦いはスパルタ・アテナイ軍の圧勝であった。この戦いでペルシア軍は20万名以上が戦死した。一方、スパルタ軍の戦死者は91名、アテナイ軍は52名だけであったという。プルタルコスはギリシア側も1000名ほどの戦死者が出たとしているが、それにしても大勝利であることに変わりはない。スパルタ軍はテルモピュライの戦いで討ち死にしたレオニダスの復讐を果たすことができたのであった。
この後、テーバイはギリシア連合軍に攻略され、ギリシア本土からペルシア勢力の影響は一掃された。この敗戦によってペルシアによるギリシア本土の侵略は失敗に終わり、反乱の失敗によってペルシアに従属していたイオニア諸都市の独立に、重大な影響を与えた。